# Певкест (диадох)
Певкест (на старогръцки: Πευκέστας) е македонец, телохранител на Александър Велики и след неговата смърт диадох.

## Биография
Певкест е син на Александър и е роден вероятно около 350 г. пр. Хр. в Миеза. Брат е на Аминта Миезки.
През януари 325 г. пр. Хр. при нападението на град Мултан Певкест спасява заедно с Леонат ранения от стрела Александър. Двамата изнесли раненения цар на шилда на Ахил от военното поле. 
Така Певкест влиза в най-тесния приятелски кръг на Александър и става негов соматофилакс. През 324 г. пр. Хр. Александър осъжда и обесва Орксин и поставя на неговото место Певкест като управител на Персис. 
При масовата сватба в Суза през 324 г. пр. Хр. Александър го коронова със златна диадема.  Следващата година той присъства на последния банкет на Александър във Вавилония. 
Певкест е признат в сатрапията му от новия имперски регент Пердика, също и от Антипатър през края на 320 г. пр. Хр. на конференцията в Трипарадис. Брат му Аминта става през 320 г. пр. Хр. телохранител на цар Филип III Аридей.
През 315 г. пр. Хр. Антигон I Монофталм идва в Персеполис, сваля Певкест от поста му и поставя Асклепиодор на неговото место.  Персийският благородник Теспий, който протестира против това, е екзекутиран от Антигон. 